# Ledebouria
Ledebouria là một chi thực vật có hoa trong họ Asparagaceae.

## Danh sách loài
- Ledebouria apertiflora (Baker) Jessop
- Ledebouria asperifolia (van der Merwe) S.Venter
- Ledebouria atrobrunnea S.Venter
- Ledebouria botryoides (Baker) J. C. Manning & Goldblatt
- Ledebouria camerooniana (Baker) Speta
- Ledebouria concolor (Baker) Jessop
- Ledebouria confusa S.Venter
- Ledebouria cooperi (Hook.f.) Jessop
- Ledebouria cordifolia (Baker) Stedje & Thulin
- Ledebouria coriacea S.Venter
- Ledebouria cremnophila S.Venter & van Jaarsv.
- Ledebouria crispa S.Venter
- Ledebouria cryptopoda (Baker) J.C.Manning & Goldblatt
- Ledebouria dolomiticola S.Venter
- Ledebouria edulis (Engl.) Stedje
- Ledebouria ensifolia (Eckl.) S.Venter & T.J.Edwards
- Ledebouria floribunda (Baker) Jessop
- Ledebouria galpinii (Baker) S.Venter & T.J.Edwards
- Ledebouria glauca S.Venter
- Ledebouria graminifolia (Baker) Jessop
- Ledebouria grandifolia (Balf.f.) A.G.Mill. & D.Alexander
- Ledebouria humifusa (Baker) J. C. Manning & Goldblatt
- Ledebouria hyderabadensis M.V.Ramana, Prasanna & Venu
- Ledebouria hypoxidioides (Schönland) Jessop
- Ledebouria inquinata (C.A.Sm.) Jessop
- Ledebouria insularis A.G.Mill.
- Ledebouria karnatakensis Punekar & Lakshmin.
- Ledebouria kirkii (Baker) Stedje & Thulin
- Ledebouria lepida (N.E.Br.) S.Venter
- Ledebouria leptophylla (Baker) S.Venter
- Ledebouria lilacina (Fenzl ex Endl.) Speta
- Ledebouria luteola Jessop
- Ledebouria macowanii (Baker) S.Venter
- Ledebouria maesta (Baker) Speta
- Ledebouria marginata (Baker) Jessop
- Ledebouria minima (Baker) S.Venter
- Ledebouria mokobulanensis Hankey & T.J.Edwards
- Ledebouria monophylla S.Venter
- Ledebouria nossibeensis (H.Perrier) J.C.Manning & Goldblatt
- Ledebouria ovalifolia (Schrad.) Jessop
- Ledebouria ovatifolia (Baker) Jessop
  - Ledebouria ovatifolia subsp. ovatifolia
  - Ledebouria ovatifolia subsp. scabrida N.R.Crouch & T.J.Edwards
- Ledebouria papillata S.Venter
- Ledebouria pardalota S.Venter
- Ledebouria parvifolia S.Venter
- Ledebouria pauciflora
- Ledebouria pustulata S.Venter
- Ledebouria remifolia S.Venter
- Ledebouria revoluta (L.f.) Jessop
- Ledebouria rupestris (van der Merwe) S.Venter
- Ledebouria sandersonii (Baker) S.Venter & T.J.Edwards
- Ledebouria scabrida Jessop
- Ledebouria socialis (Baker) Jessop
- Ledebouria somaliensis (Baker) Stedje & Thulin
- Ledebouria sudanica (A.Chev.) Burg
- Ledebouria undulata (Jacq.) Jessop
- Ledebouria urceolata Stedje
- Ledebouria venteri van Jaarsv. & A.E.van Wyk
- Ledebouria viscosa Jessop
- Ledebouria zambesiaca (Baker) Speta
- Ledebouria zebrina (Baker) S.Venter

## Hình ảnh

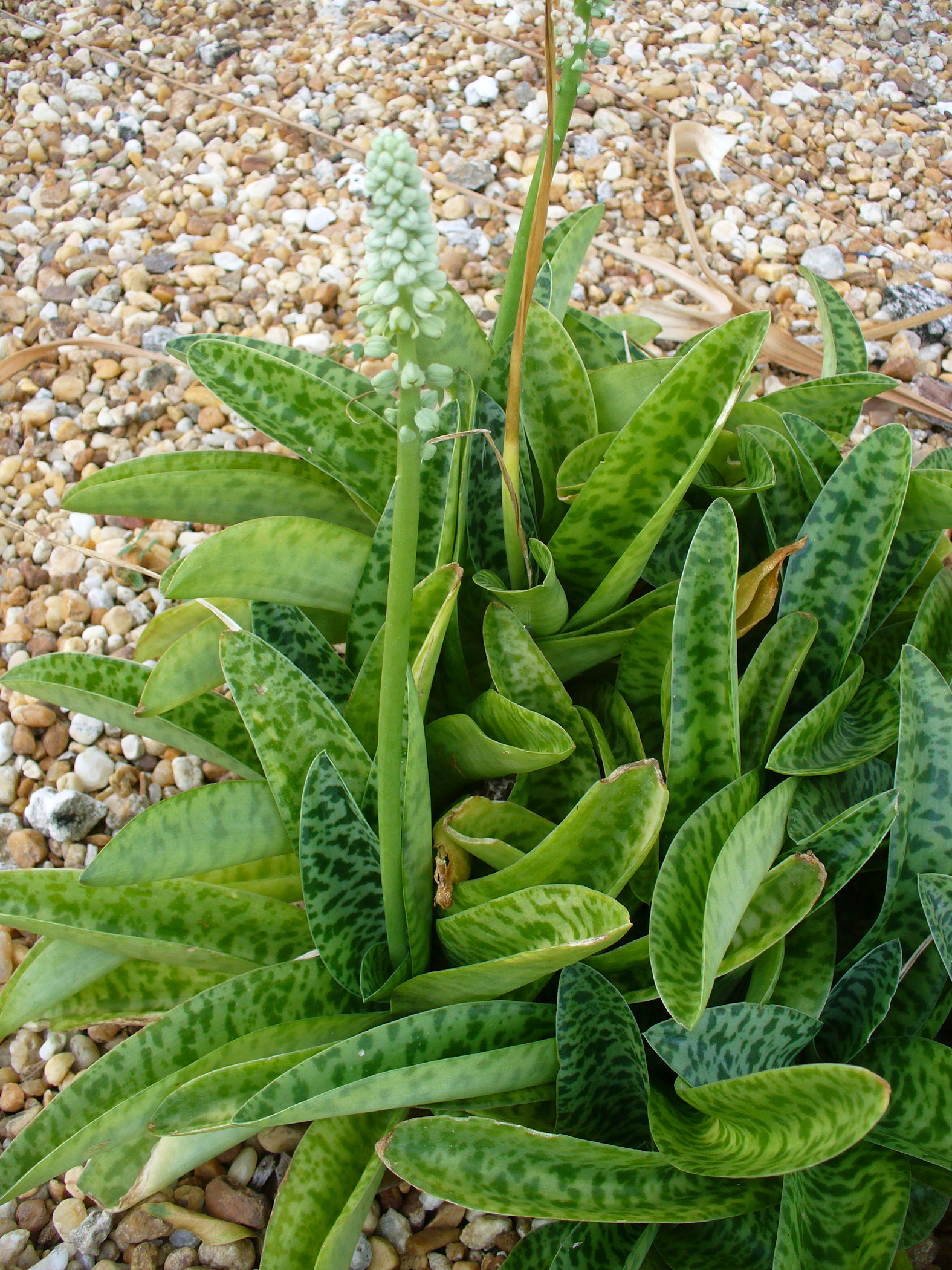
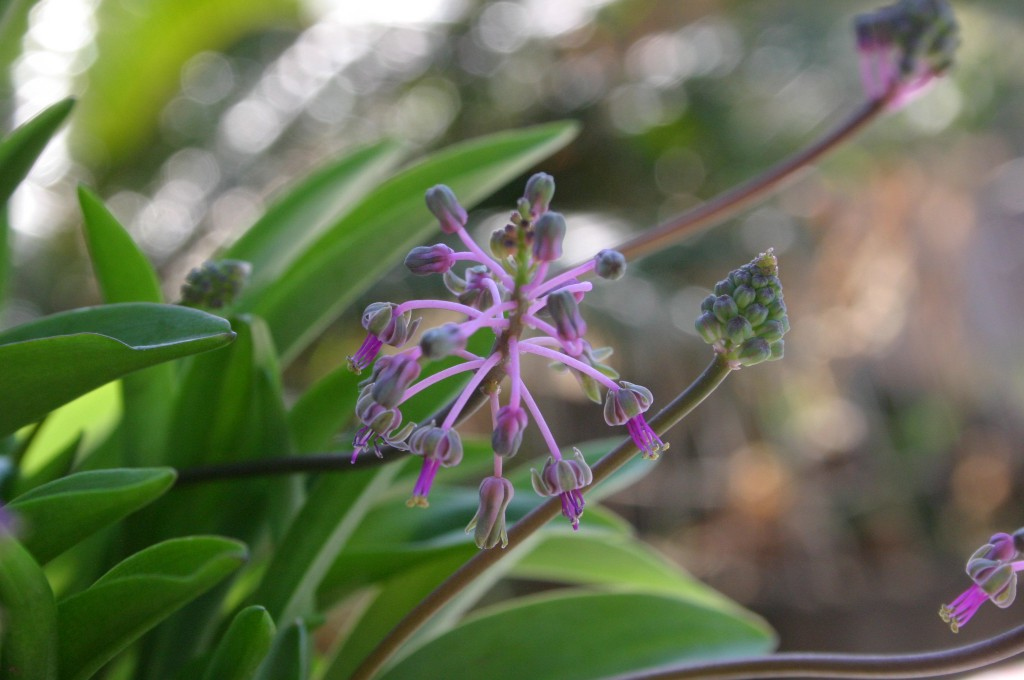
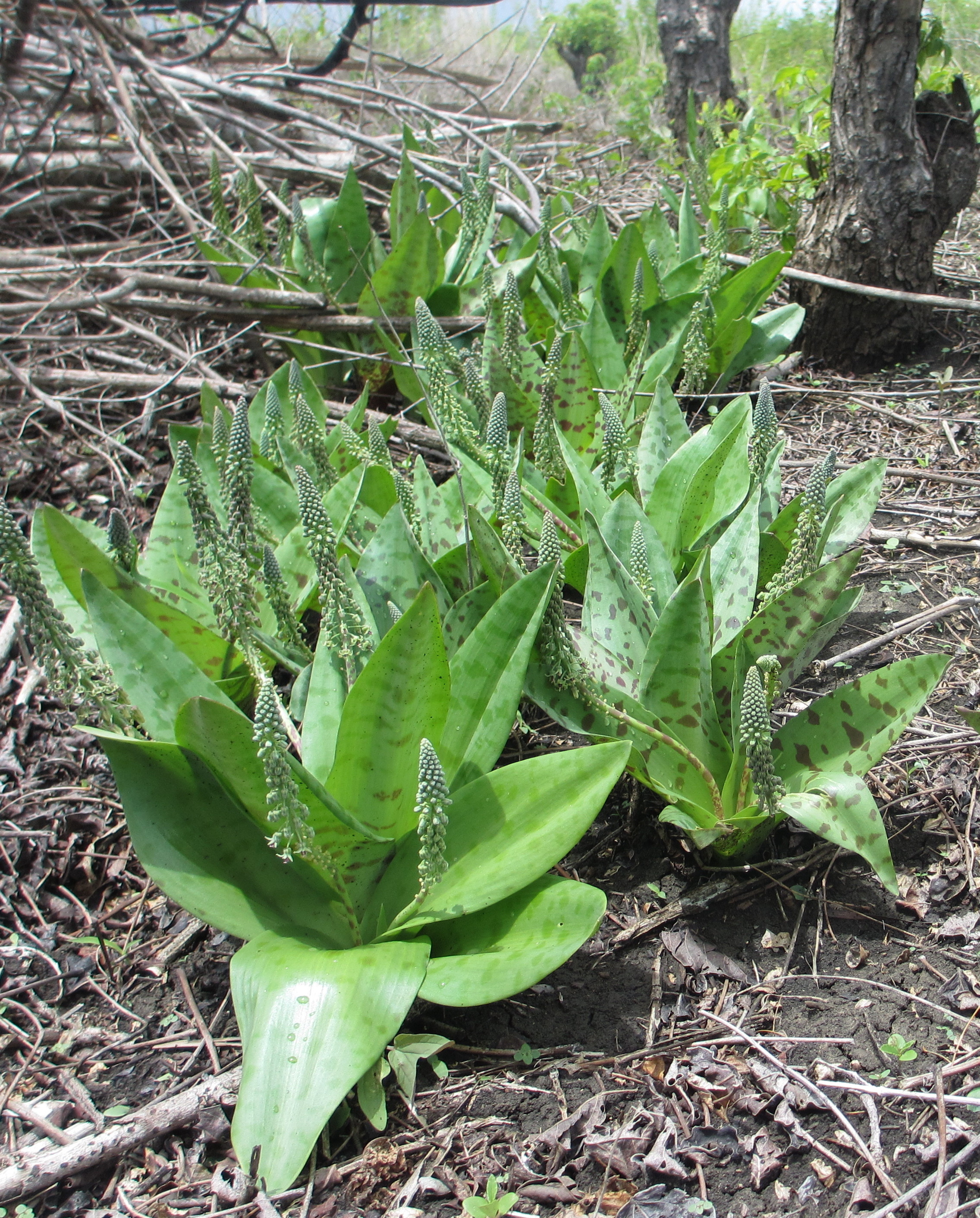
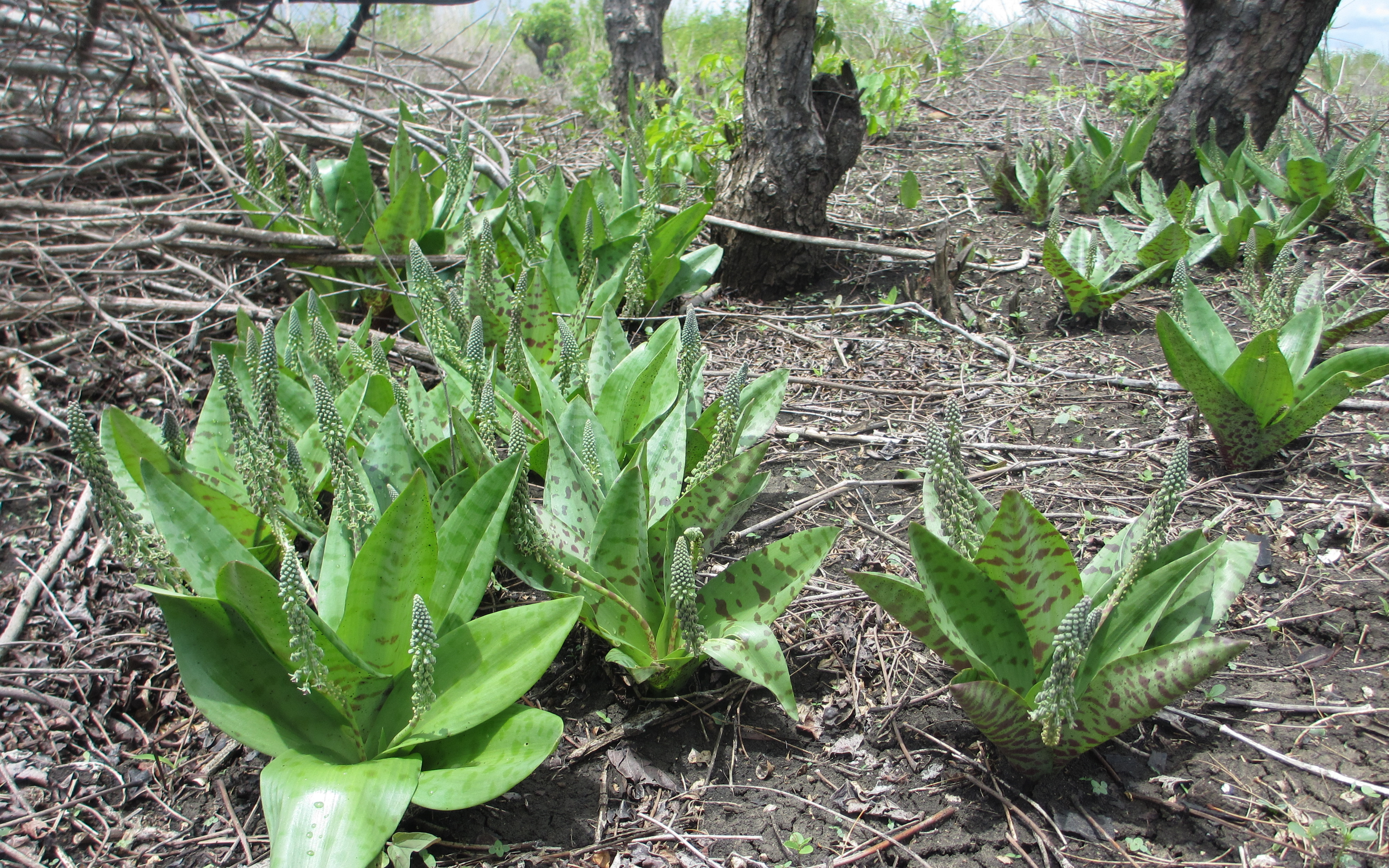